# Ambrosio Radrizzani
Ambrosio Radrizzani (Buenos Aires, 1894-ibídem, 26 de septiembre de 1943) fue un popular actor, pintor, bailarín y compositor argentino.

## Carrera
Ambrosio Radrizzani fue un importante bailarín y actor secundario teatral. Pintor de brocha gorda, se lo llamó "El Escoberito" por su forma de bailar, seudónimo que dio pie a uno de sus tangos. Fue el cuñado del cancionista Juan Maglio (Pacho).
Como bailarín se destacó en numerosas obras teatrales de teatros como el Teatro Nacional y el Teatro Maipo. En 1924 formó parte de la compañía porteña encabezada por  María Luisa Notar, con dirección artística de Horacio Dutra y participación de las actrices Carmen Lagomarsino, Delia Codebó y Rosa Codebó, Aída López, Agustina Esteban, Carmen Bustamante y Nélida Guerrero, y los actores Luis Gómez, Carlos Cotto, José Puricelli, Ernesto Radino, Huberto Santa Fe, Severino Fernández y Félix Mutarelli. En 1941 integra "La Compañía Argentina de Revistas de Antonio Botta y Marcos Bronenberg", en el Teatro Maipo, junto con Sofía Bozán, Juan Carlos Thorry, Marcos Caplán, Alberto Anchart, Severo Fernández, Rafael García, Margarita Padín, Elsa del Campillo, Dringue Farías, Nené Cao y Elena Bozán.
Como compositor se lo reconoce por la "renovación" del tango El Llorón en 1890, quien había sido anteriormente creado anónimamente y entregado por J. Maglio, tema que en 1937 sería reeditado por Rodrigo Firpo y Enrique Cadícamo, y estrenado por Charlo. Otros temas de gran popularidad fueron los tangos El escobero, Las Siete Palabras y Quilmes
Como actor se lució en papeles secundarios varias películas de la época de oro cinematográfica argentina.
En 1911  participó en el concurso de tango realizado en el cine de Pueyrredón, compitiendo  con grandes figuras como Elías Alippi, Juan Carlos Herrera, y Enrique Muiño.

## Filmografía
- 1943: La hija del ministro, con Enrique Carreras, Juan Carlos Thorry y Silvana Roth.
- 1941: Orquesta de señoritas, dirigida por  Luis César Amadori, junto a Niní Marshall, Francisco Álvarez, Zully Moreno y Pedro Quartucci.
- 1942: Su primer baile de Ernesto Arancibia, con María Duval, Esteban Serrador, Ernesto Vilches, Felisa Mary, María Santos y César Fiaschi.
- 1943: La piel de Zapa con Aída Luz, Hugo del Carril y Santiago Gómez Cou.[3]

## Teatro
- Noches de carnaval (1936).
- Jóvenes amantes del arte.
- Redención, bajo la compañía de  José Antonio Paonessa.
- Gran "Doping" Electoral (1941)
- Los pecados capitales... y provinciales (1941)
- La "blitzkrieg" de la revista (1941)
- Con la sonrisa en los labios (1941)

## Tragedia y fallecimiento
El lunes 6 de septiembre de 1943, se produjo un fuerte incendio, el segundo que sufrió el mismo teatro (el primero fue en 1928). Se representaba la revista Apaga luz, mariposa, apaga luz, cuando de pronto estalló una de las lámpara cuyo fogonazo produjo el siniestro. En ese mismo momento estaban en el escenario, frente al público, Elsa del Campillo y Alberto Anchart, mientras las actrices  Sofía Bozán y Aída Olivier huían de las llamas. También se salvaron de casualidad la cancionista cubana Rita Montaner, que esperaba su ingreso fuera del escenario, y Pablo Palitos y Dringue Farías, que se habían retirado.
Ambrosio Randrizzani, que cumplía papeles secundarios, había regresado a retirar sus pertenencias, ya que había dejado en su camarín un sobre con su sueldo, en su día de pago., cuando ya se había alejado de las llamas. Murió veinte, días después el domingo 26, debido a las graves quemaduras. En dicho trágico accidente, además de Randrizzani, fallecieron  dos maquinistas de parrilla, Graciano Vergez y Bernardo Braltman, que no lograron bajar del escenario. Su gran amiga de la infancia, la cantante y actriz, María Luisa Notar, acongojada por lo sucedido le dedicó el tema La cumparsita en Radio Belgrano, junto a Juan D'Arienzo.